# Yu Yuzhen
Yu Yuzhen (* 5. März 1998) ist eine chinesische Speerwerferin.

## Sportliche Laufbahn
Erste internationale Erfahrungen sammelte Yu Yuzhen 2015 bei den Jugendasienmeisterschaften in Doha, bei denen sie mit neuem U18-Weltrekord von 61,97 m die Goldmedaille gewann. Anschließend belegte sie bei den Jugendweltmeisterschaften in Cali mit einer Weite von 51,51 m den siebten Platz belegte. Im Jahr darauf nahm sie an den U20-Weltmeisterschaften in Bydgoszcz teil, schied dort aber mit 46,99 m in der Qualifikation aus. 2019 nahm sie an den Weltmeisterschaften in Doha teil und schied dort mit 53,38 m in der Qualifikation aus.